# ريكارد كاساس
ريكارد كاساس (بالإسبانية: Ricard Casas)‏ مواليد 12 سبتمبر 1962 في مانريسا، كتالونيا، إسبانيا، هو مدرب كرة سلة إسباني ولاعب معتزل. درب فرقا عديدة مثل باسكت مانريسا، فالنسيا باسكت، منورقة لكرة السلة، نادي سانت جوسيب لكرة السلة، نادي لاردة لكرة السلة ونادي بلد الوليد لكرة السلة.

## روابط خارجية
- ريكارد كاساس على موقع الدوري الإسباني لكرة السلة (الإسبانية)